# Elżbieta Wierzbicka
Elżbieta Wierzbicka tworząca jako WELA (fr. Élisabeth Wierzbicka) (ur. 28 września 1964 w Krakowie) – polska malarka i artysta plastyk.

## Życiorys
W 1984 rozpoczęła studia na krakowskiej Akademii Sztuk Pięknych w pracowni prof. Stanisława Wejmana, po jej ukończeniu w 1989 kontynuowała naukę w École nationale supérieure des beaux-arts w Paryżu. Zamieszkała we Francji, gdzie posiada pracownię, w której maluje i tworzy instalacje artystyczne. Jest artystką, której twórczość jest znana w wielu krajach. Jej instalacje odwołują się do relacji człowieka z naturą i mają za zadanie uzmysłowić odbiorcy jak bardzo człowiek oddala się od przyrody. Jej instalacje znajdują się m.in. w Centrum Nauki Kopernik (Szeptacze i Echo).
Należy do Związku Artystów w Paryżu i Związku Artystów Polskich we Francji, uczestniczy w Międzynarodowej Grupie Artystycznej „Völkerwanderung”, która działa w Niemczech. Ponadto jest zaangażowana w działalność A.I.A.P UNESCO tj. Międzynarodowego Stowarzyszenia dla Sztuk Plastycznych przy UNESCO i w innych organizacjach.